# A Pobra do Caramiñal
A Pobra do Caramiñal és un municipi costaner de la província de la Corunya a Galícia. Pertany a la comarca d'A Barbanza.

## Geografia
El municipi es troba a la cara sud de la península d'A Barbanza, al marge nord-oest de la ria d'Arousa que banya la seva costa. Es troba encaixat entre la ria i el monte Curota, un dels més alts de la serra d'A Barbanza, amb 498 metres d'altitud. Limita amb Boiro al nord, Ribeira al sud i Porto do Son a l'oest. Les zones de major atractiu són el riu Pedras i la platja de Cabío-Lombiña.
El clima local es caracteritza pels vents marins persistents de l'est i sud-est i per la suavitat de les temperatures durant tot l'any (12,1 °C de mitjana).

## Parròquies
- O Caramiñal (Santa María a Antiga)
- Lesón (Santa Cruz)
- Posmarcos (Santo Isidro)
- O Santiago do Deán o Castelo (Santiago)
- O Xobre o O Maño (Santa María)

## Història
Va sorgir el 1822 de la unió de dos nuclis urbans: la Vila d'O Caramiñal (pertanyent a la Senyoria del marquès de Parga) i A Pobra do Deán (pertanyent a la Senyoria del Degà de Santiago). D'aquesta unió es conserva en l'actual nucli urbà les seves dues esglésies parroquials: Santa María A Antiga do Caramiñal i Santiago do Deán.
Destacar una època de prosperitat econòmica que comença aproximadament en el segle xix, fruit de les fàbriques de salament fundades per conservers catalans, que han deixat com a testimoni l'anomenat barrio dos cataláns. La indústria conservera es perllonga fins als anys 20 del segle passat, quan desapareixen la major part d'elles a causa de l'esgotament de la sardina. Actualment queden 2 conserveres importants conserveres al municipi.

## Curiositats
Entre els seus nombres monuments s'inclouen 27 cruceiros, el Pont de la Misarela (resta d'una antiga calçada romana), o diversos pazos, com la Casa Gran d'Aguiar, la Torre de Bermúdez (actual museu Valle-Inclán), la Torre de Xunqueiras o el pazo do Vedado. Com a festes principals assenyalar la del Carme dos Pincheiros (que se celebra normalment el tercer diumenge d'Agost) i la del Natzarè (el tercer diumenge de setembre).
Destaca de la processó en honor del Nazareno la desfilada de fèretres, que oferixen aquelles persones que per causa de malalties han estat a les portes de la mort. Normalment el fèretre és portat pels seus amics i l'ofert ho acompanya darrere vestit amb l'hàbit del Natzarè. Com a romiatges la de la Verge de Moldes (segon cap de setmana de maig) i el Treball del Barbanza (al juliol), a més de totes aquelles que se celebren en cadascuna de les parròquies de l'ajuntament. Per a tenir una vista completa de la ria d'Arousa cal pujar al mirador de la Curota, parant abans en el mirador de Valle-Inclán. A la Torre de Bermudez hi ha un museu dedicat a Ramón María del Valle-Inclán, que va residir a A Pobra i va tenir diverses residències que avui dia romanen en el poble, alguna en estat ruïnós.
La platja de Lombiña-Cabío és una de les primeres platges a posseir la Bandera Blava atorgada per la UE. També són posseïdores d'aquesta bandera les seves platges contigües; la platja d'A Barca i la platja d'A Illa. En la vall de la Curota es troba un dels tresors naturals d'A Pobra do Caramiñal, les piscines naturals del riu Pedras, una sèrie de pozas o piscines que forma en riu en les roques. En la unió del riu Barbanza i el riu Pedras es troba el "pont romà" als voltants de l'antic convent de la Misarela.
D'interès etnogràfic és el conjunt del barrio dos cataláns, testimoni de la presència dels conservers catalans del segle xix.